# Economia da Itália
A Itália tem uma economia industrial diversificada e dividida. O norte do país é desenvolvido e industrializado, dominado por empresas privadas, e onde está localizado o centro financeiro do país, a cidade de Milão. Já o sul é menos desenvolvido, agrícola, dependente de subsídios públicos e com elevado desemprego.
Até a Segunda Guerra Mundial, a economia da Itália era baseada primariamente na agricultura. Porém, após o fim da guerra, esta passou por grandes mudanças, que tornaram-na um país primariamente industrial. O país foi um dos membros fundadores da Comunidade Europeia do Carvão e do Aço e da Comunidade Econômica Europeia, que são os antecessores da atual União Europeia - criada em 1993. Atualmente, o país possui a 8.ª maior economia do mundo e a 3.ª maior economia da Europa, quando medida pelo seu PIB PPC.
Devido ao seu terreno acidentado, a maior parte da Itália não possui solo apropriado para a prática da agricultura, fazendo com que o país seja um importador de alimentos. Além disso, o país possui poucos recursos naturais importantes, tais como petróleo, ferro e carvão, por exemplo, obrigando o país a importar também estes recursos naturais de outros países para o abastecimento de suas indústrias. Também por causa da falta destes recursos naturais, a Itália é obrigada a importar muito da eletricidade consumida no país.
Em uma perspectiva histórica, a Itália, que se destacou nos primeiros 500 anos da era Cristã pelo Poder do Império Romano, na Idade Média pela influência do Poder temporal da Igreja Católica, mais tarde, no Renascimento, pela vitalidade econômica das Cidades-Estado, Veneza, Florença e Génova, teve sua vitalidade econômica prejudicada na Revolução Industrial por ter escassez de matérias primas e de fontes de energia e um Mercado insuficiente para desenvolver indústrias competitivas.
Com o mercado comum da União Europeia, e sua moeda forte, o Euro, a Itália se destaca em muitos segmentos da indústria do conhecimento, da moda ou da indústria de serviços. O PIB italiano é próximo ao PIB inglês e ao PIB francês, e a renda per capita italiana é aproximadamente a mesma da renda per capita da Alemanha.

## Setor primário
A Itália, nos anos que antecederam a Segunda Guerra Mundial - mais exatamente, os anos do fascismo italiano - era um país agrário. A agricultura empregava mais de 50% da força de trabalho do país até a ascensão do fascismo - que promoveu a industrialização da Itália. Em 1953, 8 anos após o fim da guerra, apenas 30% da força de trabalho trabalhava na agricultura. Atualmente, esta taxa é de apenas 9,5%. Aproximadamente um milhão de pessoas trabalham em fazendas.
Uma geografia acidentada e relativamente pouco terreno propício à prática da agricultura ou da pecuária (relativo à população do país) fazem com que a Itália seja uma importadora de alimentos. Cerca de 40% da Itália é cultivável. A maior parte das fazendas do país são pequenas - a área média de uma fazenda é de sete hectares, com mais de 75% das fazendas italianas tendo menos de cinco hectares de tamanho. A maior parte das fazendas do país são os donos da fazenda na qual eles trabalham. Os agricultores do norte do país conseguem se sustentar muito bem, conseguindo obter dinheiro para melhorias, modernização e mecanização de suas fazendas, e, assim, compensar pela falta de mão de obra na região. Já os agricultores do sul do país são pobres, em sua maioria. A maioria das grandes fazendas e latifúndios da Itália localizam-se no sul do país. Estas fazendas utilizam-se primariamente de mão de obra humana.
O norte da Itália produz primariamente grãos, arroz, soja e carne, enquanto o sul do país produz primariamente frutas, vegetais, óleo de oliva, vinho e trigo. O país possui quantidades expressivas de bovinos, ovinos, suínos e aviários, mas a quantidade de carne produzida pela pecuária italiana é insuficiente para atender à demanda da população do país. A maioria da carne do país é importada de outros países - especialmente a Argentina. A pesca e a indústria madeireira empregam aproximadamente 150 mil pessoas.
No total, o setor primário da Itália emprega aproximadamente 1,18 milhão de pessoas, e é responsável por 3% do PIB nacional.
A Itália produziu, em 2018:

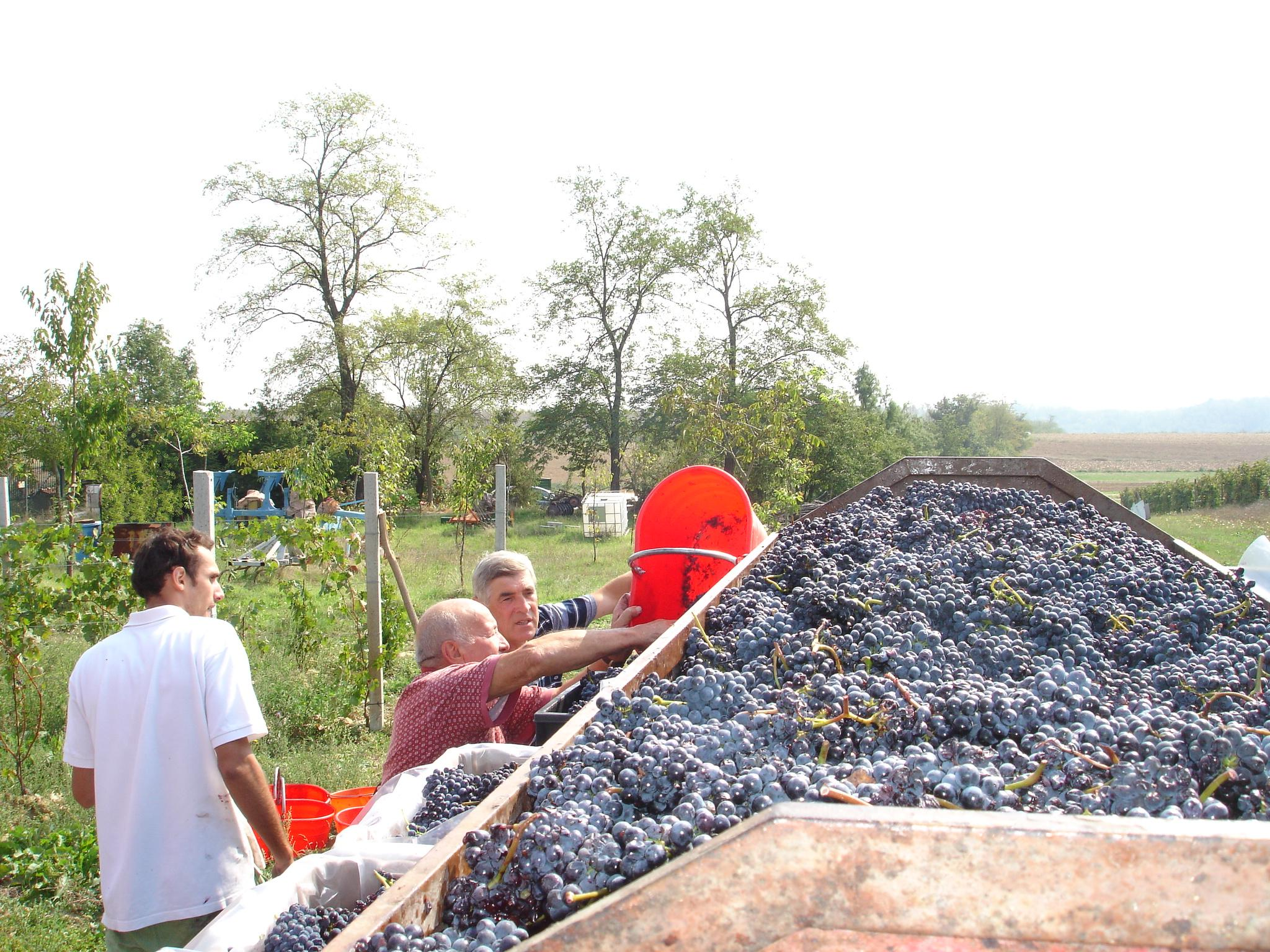
Colheita de uvas na Itália

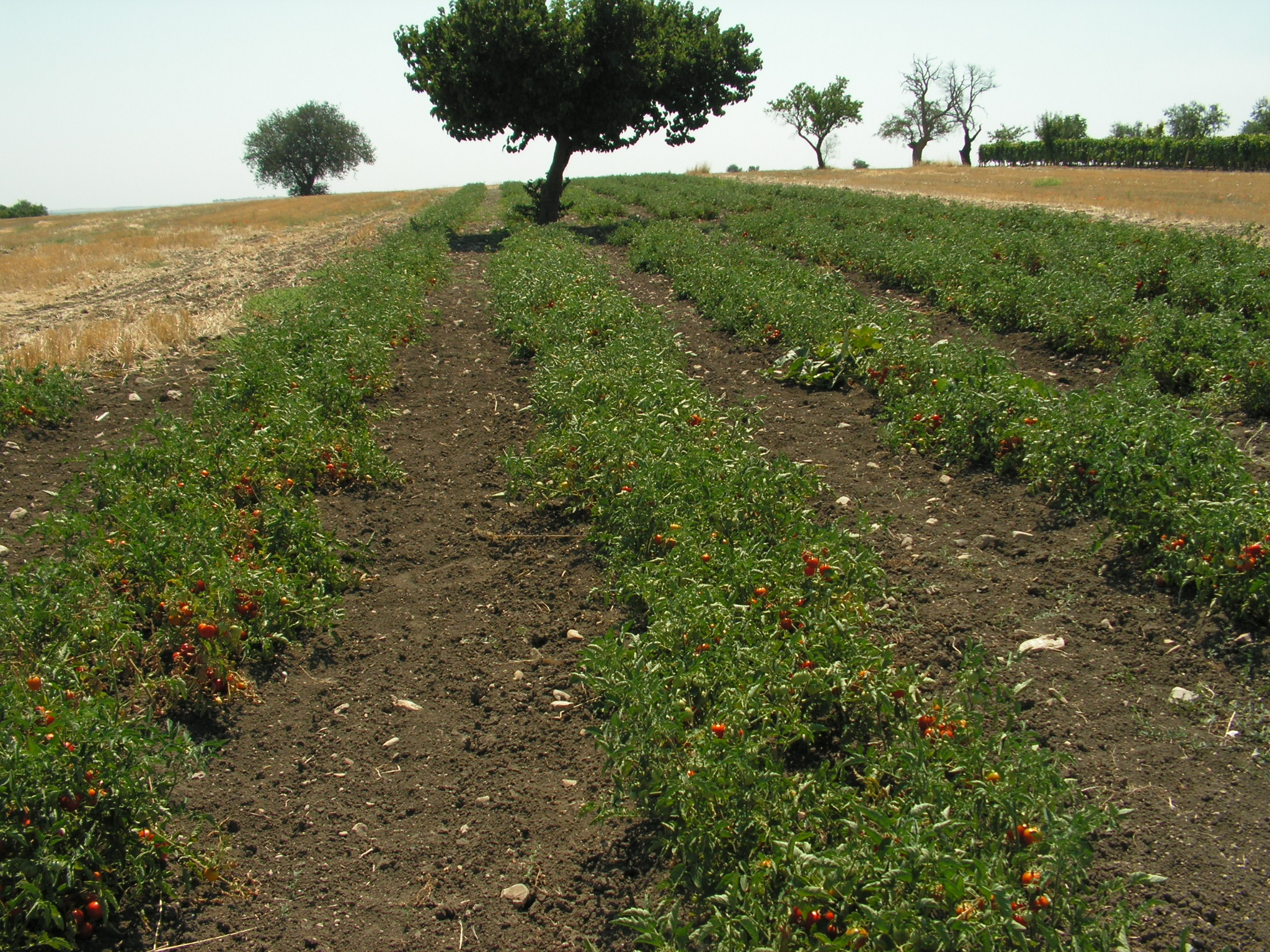
Plantação de tomate italiana

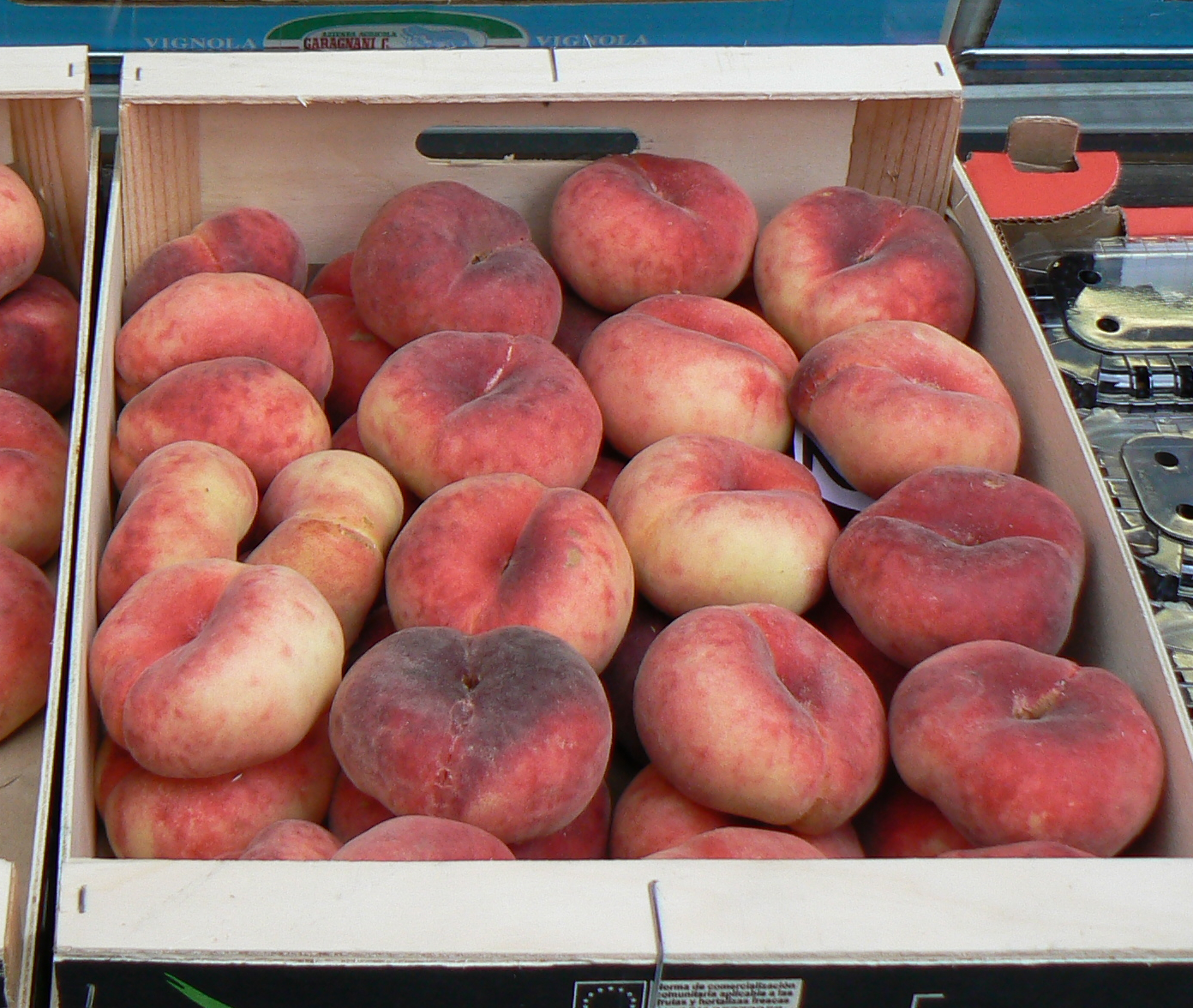
Pêssego italiano

- 8,5 milhões de toneladas de uva (2.º maior produtor do mundo, perdendo somente para a China);
- 6,9 milhões de toneladas de trigo;
- 6,1 milhões de toneladas de milho;
- 5,7 milhões de toneladas de tomate (7.º maior produtor do mundo);
- 2,4 milhão de toneladas de maçã (6.º maior produtor do mundo);
- 1,9 milhão de toneladas de beterraba (que serve para produzir açúcar e etanol);
- 1,8 milhão de toneladas de azeitona (2.º maior produtor do mundo, perdendo somente para a Espanha);
- 1,5 milhão de toneladas de laranja (13.º maior produtor do mundo);
- 1,5 milhão de toneladas de arroz;
- 1,3 milhão de toneladas de batata;
- 1,1 milhão de toneladas de pêssego (2.º maior produtor do mundo, perdendo somente para a China);
- 1,1 milhão de toneladas de soja;
- 1 milhão de toneladas de cevada;
- 716 mil toneladas de pera (3.º maior produtor do mundo, perdendo somente para China e Estados Unidos);
- 700 mil toneladas de tangerina;
- 607 mil toneladas de melão;
- 596 mil toneladas de abóbora;
- 581 mil toneladas de melancia;
- 562 mil toneladas de kiwi (2.º maior produtor do mundo, perdendo somente para a China);
- 546 mil toneladas de cenoura;
- 389 mil toneladas de alcachofra (maior produtor do mundo);

Além de produções menores de outros produtos agrícolas, como pimenta, cereja, beringela, avelã, limão, aveia, alface, chicória, repolho, cebola, ameixa, sorgo, espinafre, morango, girassol, feijão etc.

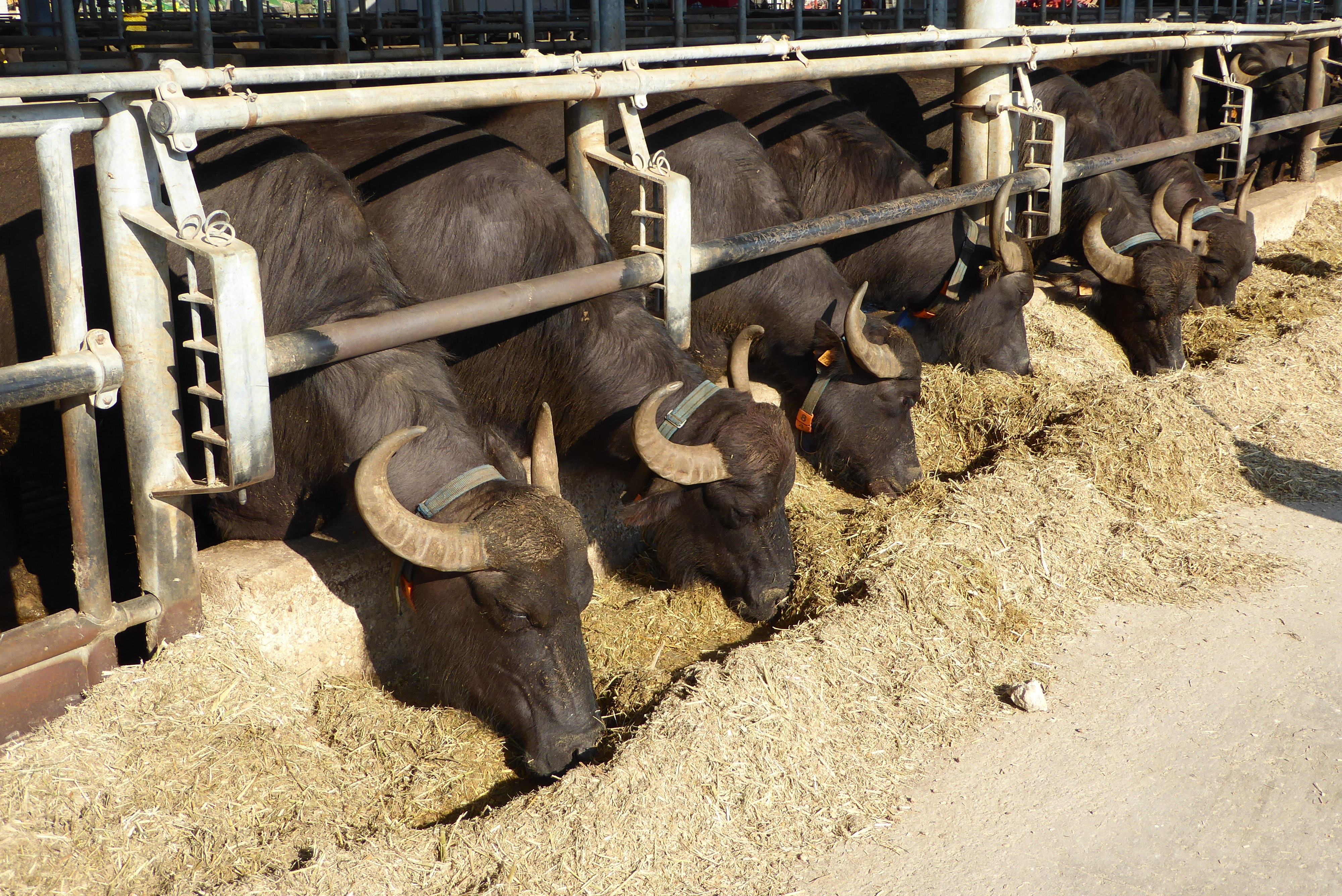
Búfalos na Itália. O leite é utilizado para fabricar mozarela.

Na pecuária, a Itália foi, em 2019, o 15.º maior produtor mundial de carne de porco, com uma produção de 1,4 milhões de toneladas; o 17.º maior produtor mundial de carne bovina, com uma produção de 779 mil toneladas; 15.º maior produtor mundial de leite de vaca, com uma produção de 12,4 bilhões de litros; o 28.º maior produtor mundial de carne de frango, com uma produção de 1 milhões de toneladas; o 6.º maior produtor mundial de leite de búfala, com uma produção de 249 milhões de litros, entre outros.
O país tem exportações agriculturais extremamente variadas. Em 2019, as de maior valor foram: vinho (U$ 7 bilhões), comidas industrializadas (U$ 3,6 bilhões), queijo (U$ 3,5 bilhões), macarrão (U$ 2,1 bilhões), tomate e produtos feitos com o mesmo (U$ 2 bilhões), produtos feitos de chocolate (U$ 2 bilhões), massa (U$ 1,8 bilhões), café (U$ 1,7 bilhões), tabaco e produtos feitos com o mesmo (U$ 1,7 bilhões), azeite de oliva (U$ 1,5 bilhões), bebidas destiladas (U$ 1,3 bilhões), legumes (U$ 1,2 bilhões), bacon e presunto (U$ 0,93 bilhões), maçã (U$ 0,8 bilhões), uva (U$ 0,7 bilhões), wafers (U$ 0,62 bilhões), arroz (U$ 0,6 bilhões),linguiça de porco (U$ 0,54 bilhões), carne bovina (U$ 0,52 bilhões), kiwi (U$ 0,48 bilhões), ração (U$ 0,41 bilhões), além de diversos tipos de sucos de frutas, carnes e leites de animais, óleos vegetais, farinhas, açúcar, frutas variadas, entre outros produtos.

## Setor secundário

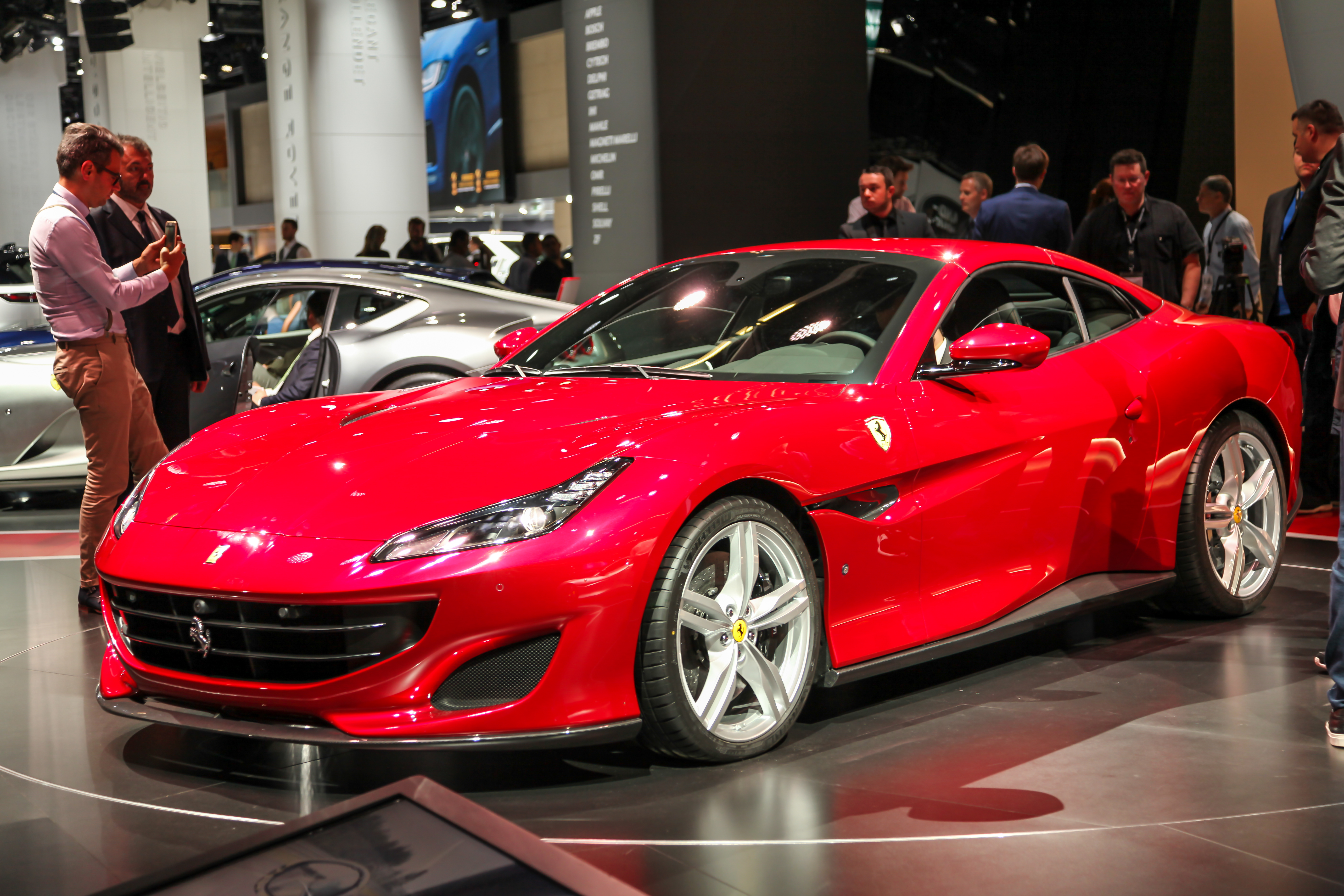
A Ferrari representa a sinergia das marcas "Made in Italy" que fortalece a economia italiana.

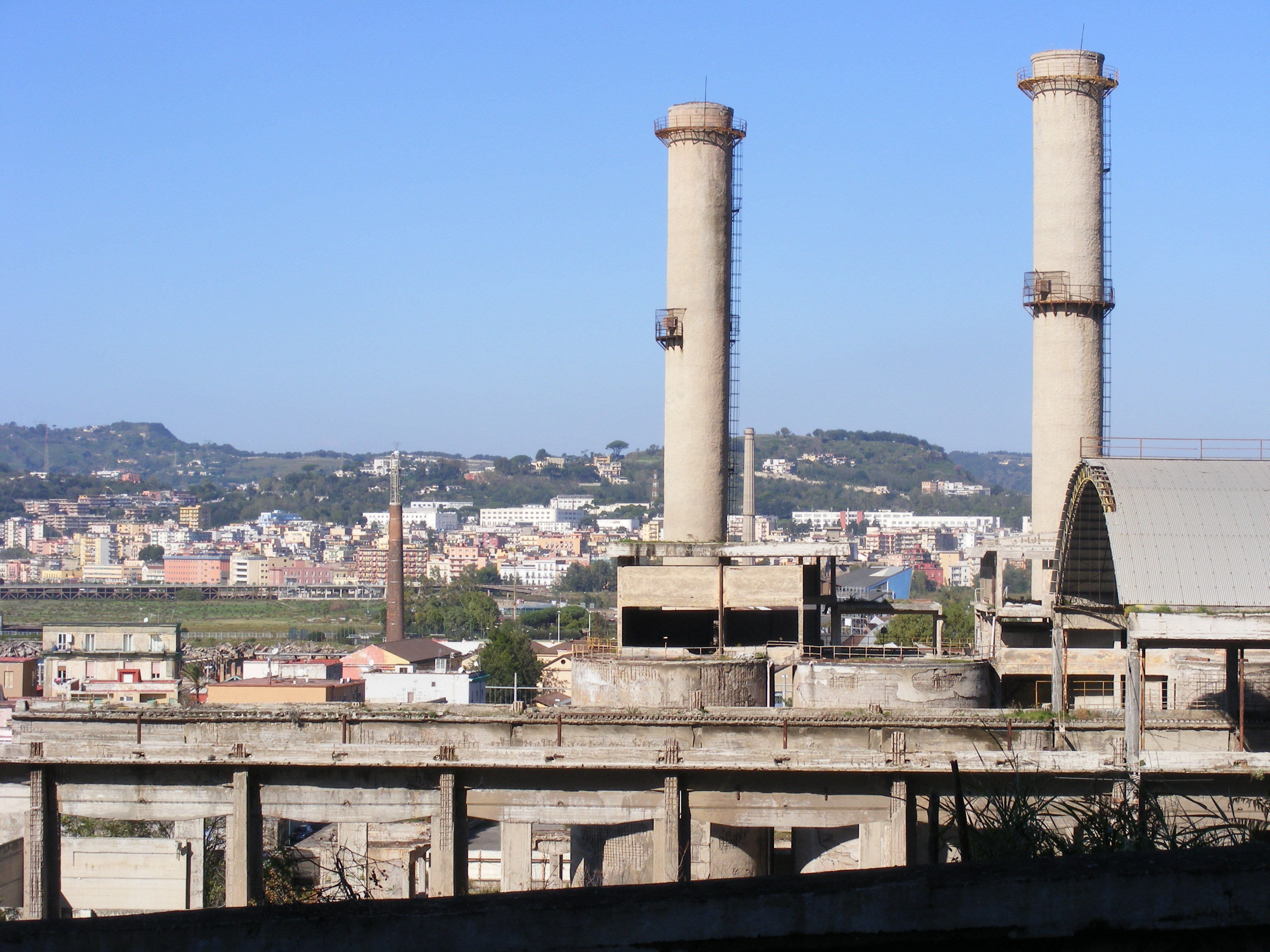
Siderúrgica italiana.

O Banco Mundial lista os principais países produtores a cada ano, com base no valor total da produção. Pela lista de 2019, a Itália tinha a 7.ª indústria mais valiosa do mundo (US $ 297,9 bilhões).
Em 2019, a Itália era a 19.ª maior produtora de veículos do mundo (0,9 milhões) e a 11.ª maior produtora de aço (23,2 milhões de toneladas). A Itália é também um dos 5 maiores produtores mundiais de vinho (foi o maior produtor mundial em 2018)  e o 4.º maior produtor mundial de azeite de oliva.
O setor secundário da Itália é responsável por 25% do PIB italiano, empregando aproximadamente 5 milhões de pessoas. A Itália é um país altamente industrializado. Porém, esta industrialização não é uniforme no país. A maior parte - mais de 82% - dos produtos industrializados na Itália são fabricados no noroeste do país, em um triângulo formado pelas cidades de Milão, Gênova e Turim. O governo italiano tem tentado, desde o final da década de 1950, estimular a industrialização da região sul do país, tendo obtido, porém, pouco sucesso. Os industriais apoiaram o fascismo no passado para que o país pudesse se recuperar da Primeira Guerra Mundial.
Muito dos produtos industrializados na Itália são exportados para outros países. A principal indústria de manufaturação do país é a indústria têxtil: a Itália é uma das maiores fabricantes de roupas e tecidos em geral do mundo. Outras importantes indústrias de manufaturação na Itália são, em ordem decrescente de importância, produtos alimentícios, derivados de petróleo e gás natural, maquinário industrial, equipamentos de transporte, e produtos químicos. As maiores empresas do país são a ENI, uma empresa petrolífera; a Fiat, empresa automobilística; e a Parmalat, que lida com produtos alimentícios. A indústria de manufatura responde por 23,25% do PIB italiano, empregando 4,75 milhões de pessoas. O país é famoso pelas marcas de luxo, e ganha bilhões de dólares anualmente sendo o maior agregador de valor do mundo. Marcas como Lamborghini, Ferrari, Maserati, Dolce&Gabanna, Gucci, Fendi, Valentino, Giorgio Armani, Gianfranco Ferré, Gianni Versace, Missoni dão margens de lucros estratosféricas às negociações italianas.

### Mineração
A mineração de recursos naturais na Itália é limitada, devido à ausência de grandes quantidades de reservas naturais no país. A Itália depende de importações procedentes de outros países para a fabricação de seus produtos industrializados. Algumas reservas minerais expressivas - ferro, alumínio, carvão, granito e fosfato - estão localizadas ao sul do país.
No geral, a produção mineral é baixa e sem grandes destaques, não estando entre os maiores produtores mundiais de quase nenhum minério. Em 2019, constava que o país era o 19.º maior produtor mundial de enxofre, além de ser o 15.º maior produtor mundial de sal.

### Energia

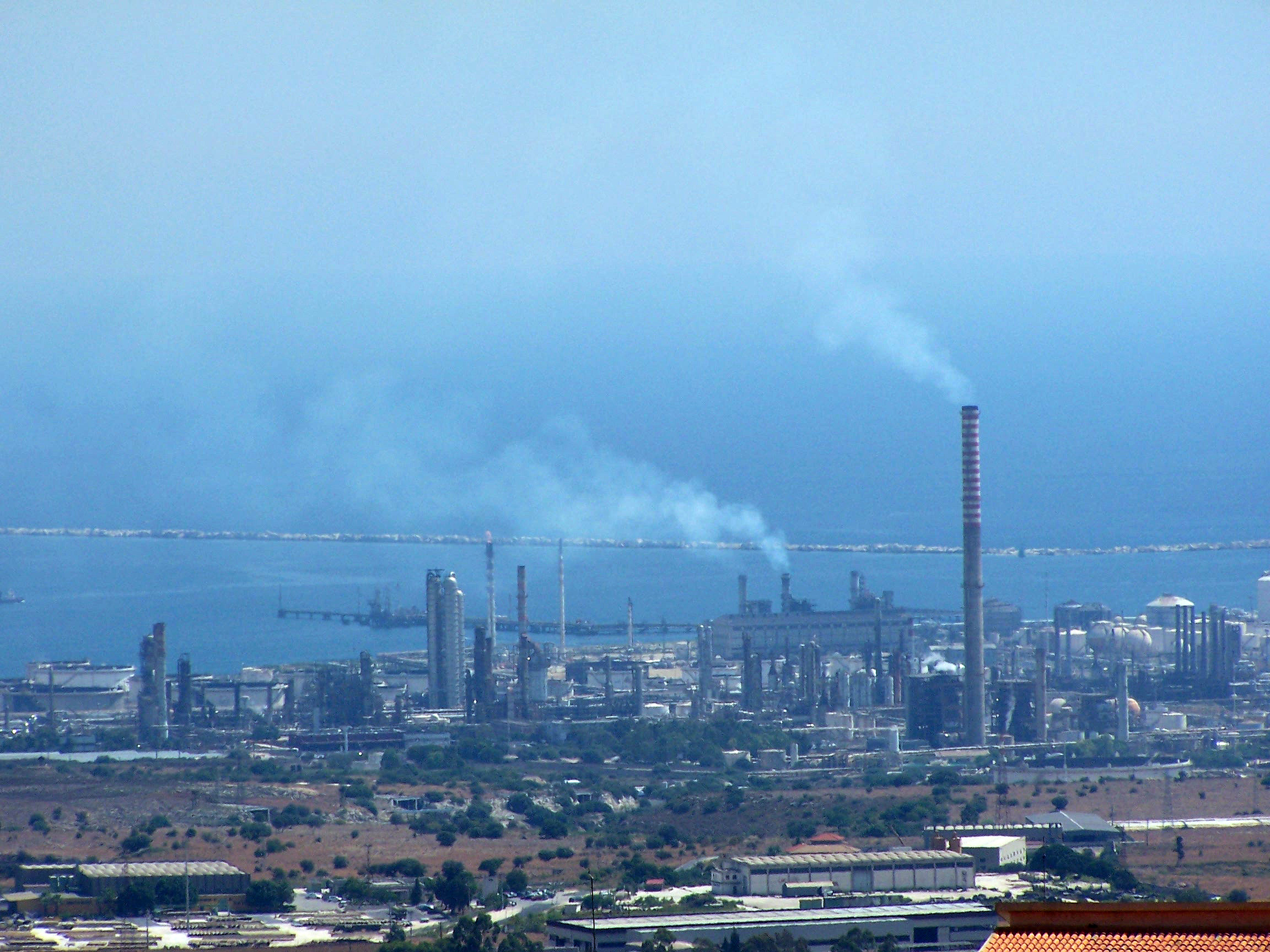
Pólo petroquímico em Siracusa.

Nas energias não-renováveis, em 2020, o país era o 40.º maior produtor de petróleo do mundo, extraindo 100,5 mil barris/dia. Em 2019, o país consumia 1,26 milhões de barris/dia (17.º maior consumidor do mundo). O país foi o 8.º maior importador de petróleo do mundo em 2013 (1,34 milhões de barris/dia). Em 2016, a Itália era o 48.º maior produtor mundial de gás natural, 5,7 bilhões de m³ ao ano. O país era o 3.º maior importador de gás do mundo em 2011: 70,2 bilhões de m³ ao ano, principalmente da Rússia.
Nas energias renováveis, em 2020, a Itália era o 10.º maior produtor de energia eólica do mundo, com 10,8 GW de potência instalada, e o 6.º maior produtor de energia solar do mundo, com 21,6 GW de potência instalada;  Em 2019 o país era o 11.º maior do mundo em potência instalada de energia hidroelétrica: 22,6 GW.
O recurso natural mais importante da Itália é o gás natural. O país possui quantidades razoáveis deste recurso no Vale do Rio Pó, que é transportado em gasodutos para o norte do país. Reservas de petróleo são muito limitadas - o país possui pequenas reservas de petróleo na Sicília - e é obrigada a importar este recurso natural para a geração de eletricidade, A maior parte do petróleo italiano vêm da Líbia e do Irã. A mineração emprega 50 mil trabalhadores, e responde por 0,25% do PIB italiano.
A maior parte da eletricidade no país é gerada em usinas termoelétricas, que utilizam-se da queima de carvão para a geração de energia elétrica. Cerca de 25% da eletricidade italiana é gerada em hidrelétricas, e aproximadamente um quinto da eletricidade consumida no país é importada da Alemanha ou da França. A geração de eletricidade responde por 1% do PIB italiano e emprega aproximadamente 200 mil pessoas.
A indústria de construção corresponde por 5% do PIB do país, e emprega aproximadamente 1,5 milhão de pessoas.

## Setor terciário
O setor terciário italiano é responsável por cerca de 68% do PIB. A maior fonte de renda terciária é o turismo - o país é um polo turístico conhecido internacionalmente, e suas várias atrações e pontos de interesse atraem milhões de turistas das mais variadas parte do mundo anualmente. Em 2018, a Itália foi o 5.º país mais visitado do mundo, com 62,1 milhões de turistas internacionais, perdendo apenas para a Espanha, a França, os Estados Unidos e a China. As receitas do turismo, neste ano, foram de US $ 49,2 bilhões. O turismo é a principal fonte de renda de várias cidades italianas como Roma, Nápoles e Veneza. Se contarmos todos os restaurantes, hotéis e lojas e redes comerciais - todas dependentes do turismo, em diferentes degraus de importância - o comércio corresponde por 17% do PIB italiano, e empregando mais de quatro milhões de pessoas.
Serviços públicos e governamentais, tais como atividades militares e administração pública, respondem por 19% do PIB da Itália, e emprega mais de 4,6 milhões de pessoas. Já os serviços pessoais, comunitários e sociais correspondem por 10% do PIB do país, empregando aproximadamente um milhão de pessoas. Esta última categoria inclui estabelecimentos como pequenas empresas instituições de educação tais como escolas e universidades, firmas de advocacia e centros hospitalares.
Empresas financeiras, imobiliárias e seguradoras geram aproximadamente 15% do PIB do país, e empregam mais de dois milhões de pessoas.

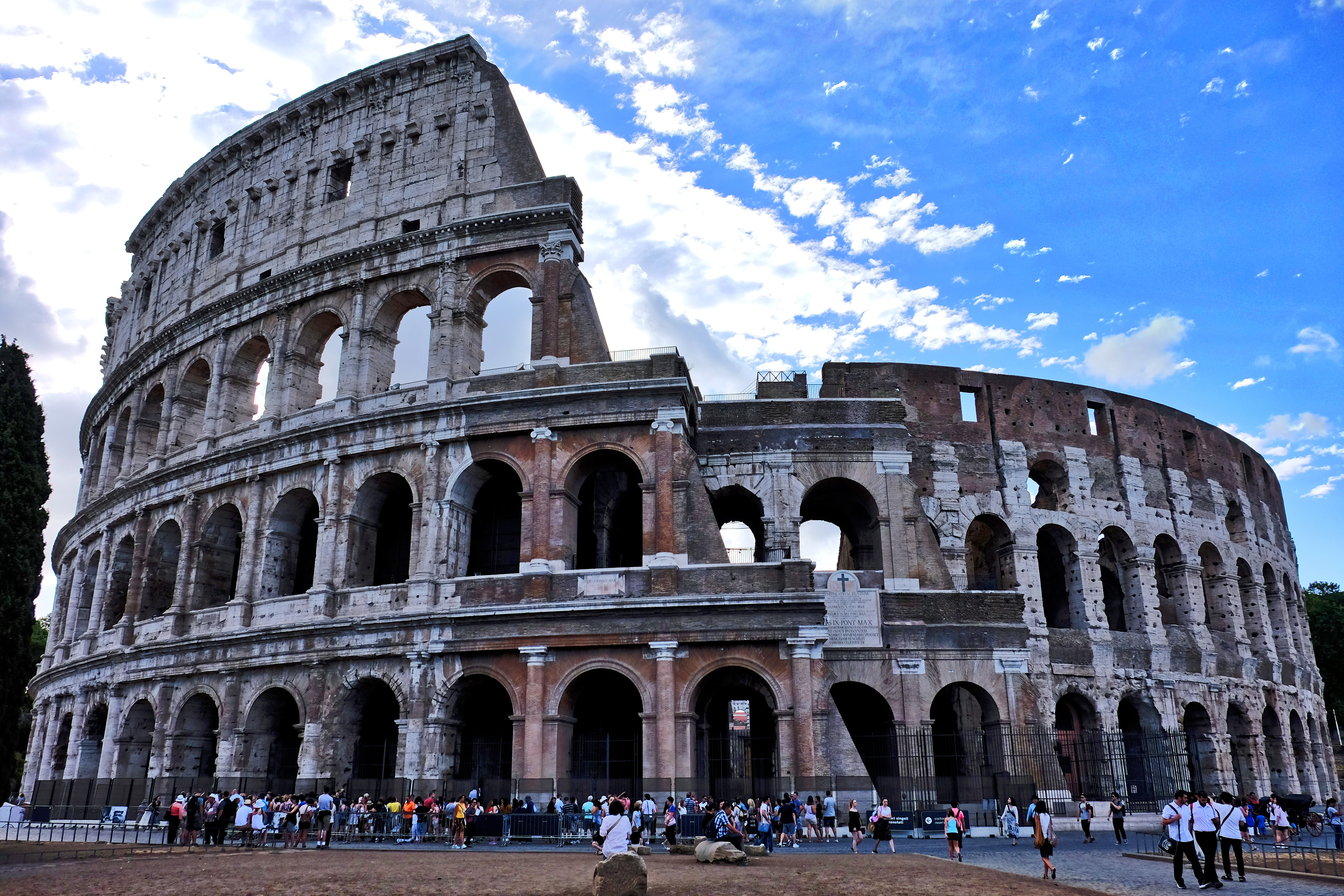
Coliseu romano
Gôndolas em Veneza
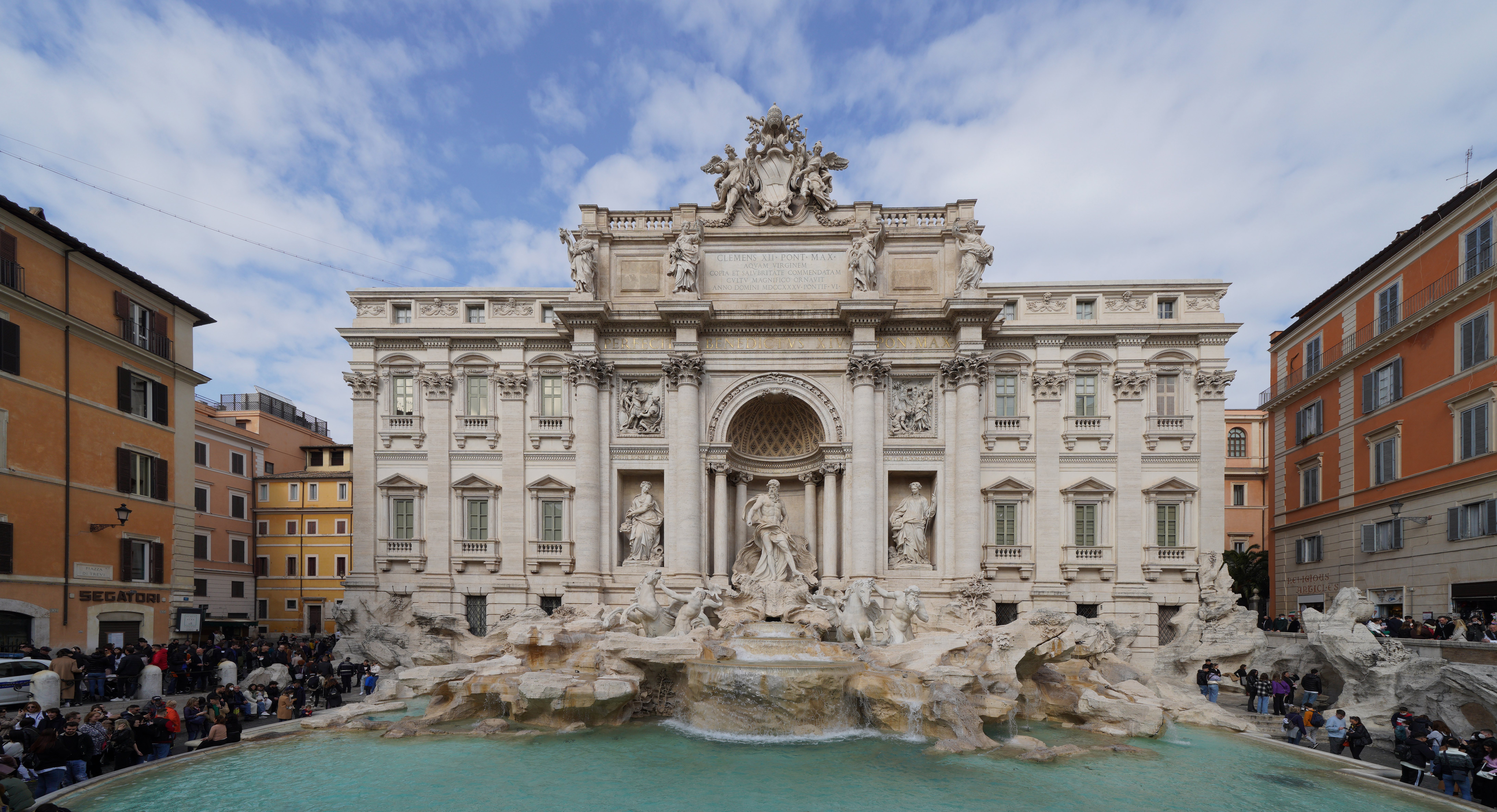
Fontana di Trevi
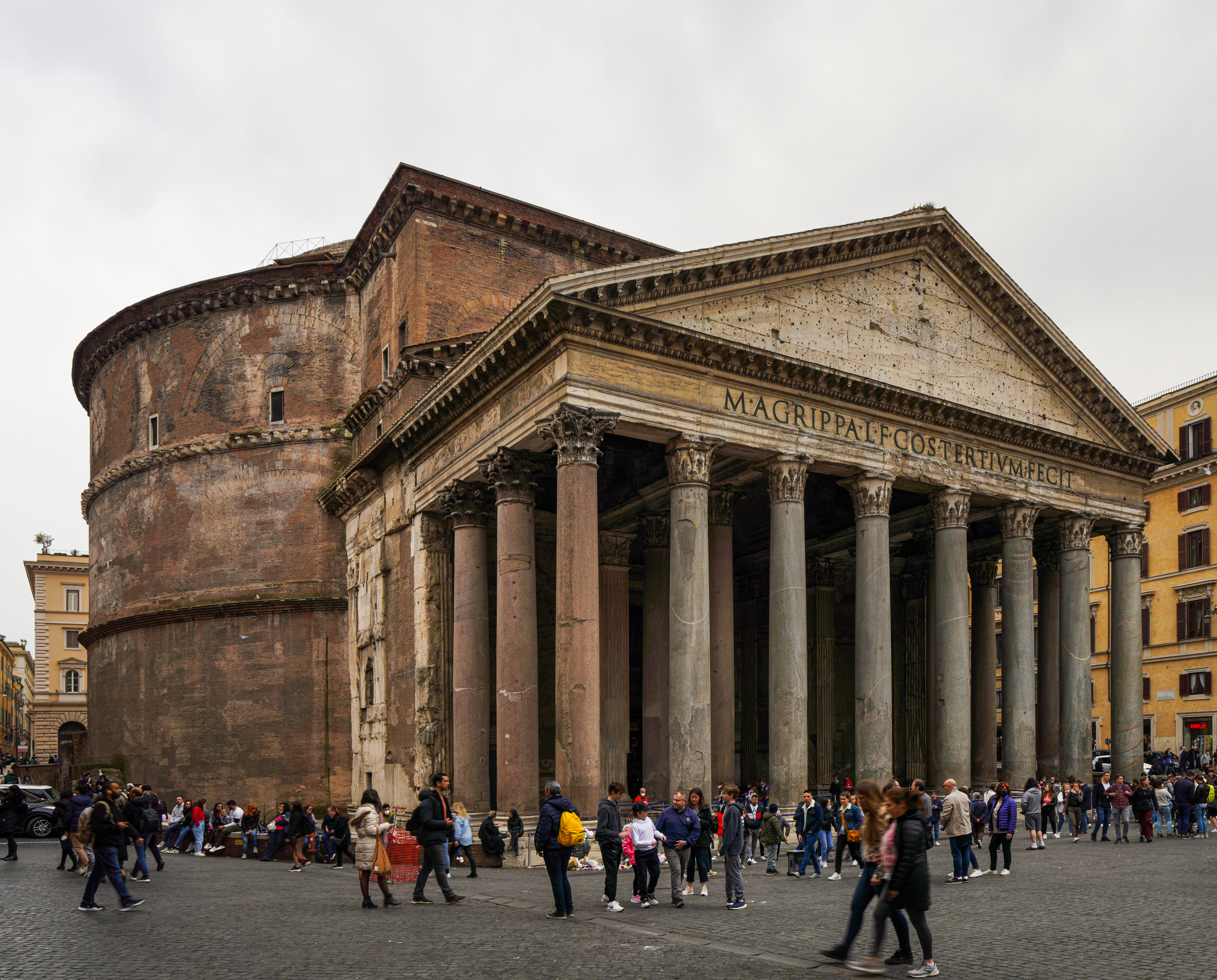
Pantheon de Roma

## Relações comerciais com outros países

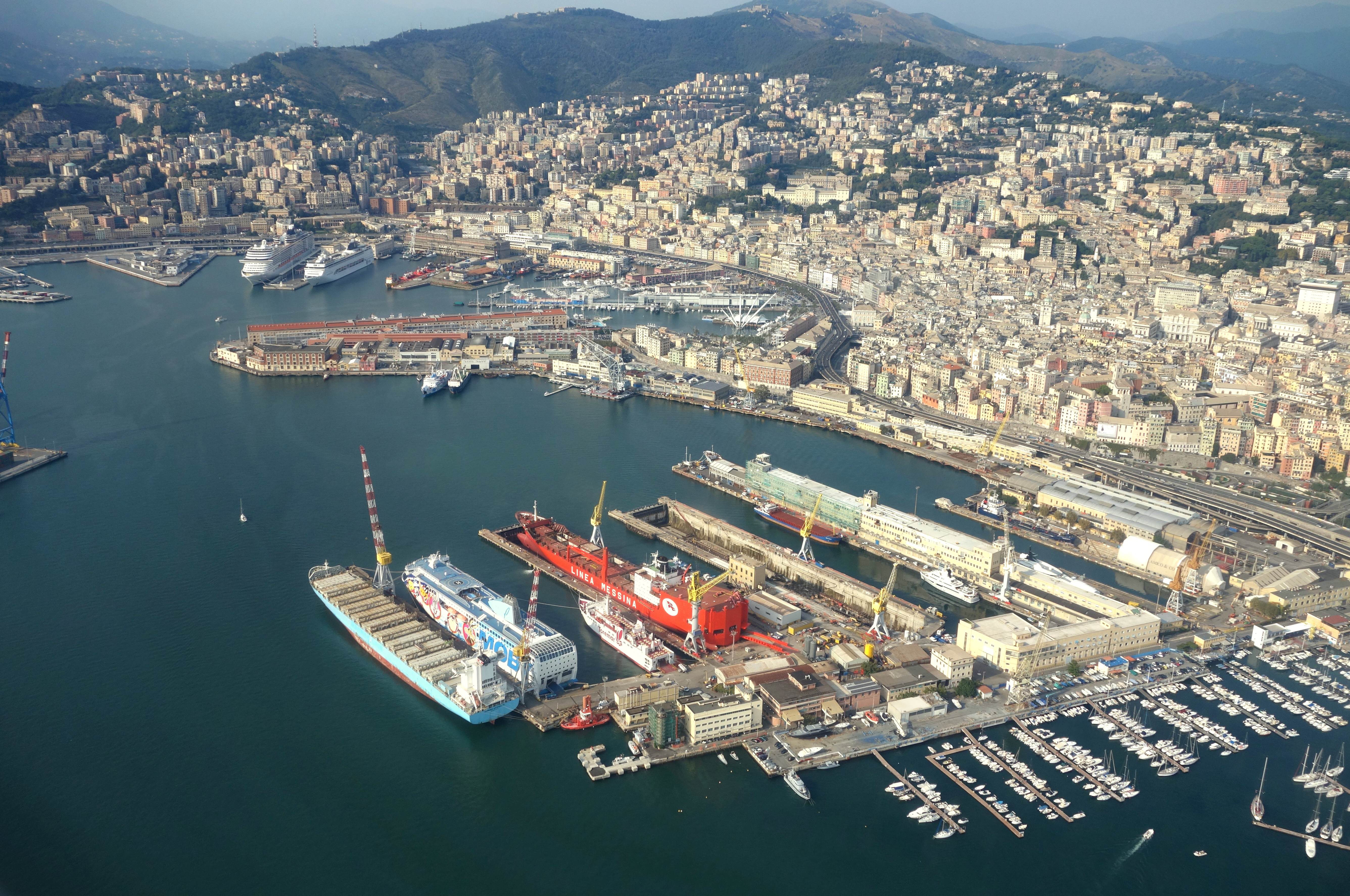
Porto de Gênova, o mais importante da Itália.

Em 2020, o país foi o 9.º maior exportador do mundo (US $ 532,6 bilhões em mercadorias, 2,8% do total mundial). Na soma de bens e serviços exportados, chega a US $ 632,6 bilhões, ficando em 10.º lugar mundial . Já nas importações, em 2019, foi o 10.º maior importador do mundo: US $ 473,5 bilhões.
O maior parceiro da Itália é a União Europeia - com quem a Itália faz cerca de 59% de suas trocas comerciais - seguida pelos Estados Unidos. Os quatro maiores parceiros comerciais da Itália são a Alemanha, a França, os Estados Unidos e os Países Baixos. A porcentagem de cada uma nas relações e trocas comerciais são de 19%, 13%, 9% e 6%, respectivamente. Outros parceiros comerciais importantes são a Argentina, o Brasil, a Líbia e o Irã. A Itália é membro fundadora da União Europeia e do G8, atualmente G7.
À parte da União Europeia, os Estados Unidos são o maior parceiro comercial do país. Em 2000, a balança comercial entre os Estados Unidos e a Itália foi de 39,9 bilhões de dólares. O valor das exportações de produtos italianos aos Estados Unidos foi de 24,5 bilhões de dólares, enquanto que o valor das importações de produtos americanos à Itália foi de 12,4 bilhões de dólares, gerando um superávit comercial de 12,1 bilhões de dólares à Itália, nas transações com os EUA[carece de fontes?]. Em 1999, os Estados Unidos investiram cerca de 14,1 bilhões de dólares na Itália[carece de fontes?].

### Balança comercial
Desde a década de 1980, a balança comercial (exportações - importações) da Itália têm sido negativa, ou seja, o custo das importações têm sido maior que o dinheiro ganho nas exportações. A maior responsável por este desbalanceamento é o petróleo - a Itália, que utiliza-se de grandes quantidades de petróleo para a geração de eletricidade, uso como combustível e fabricação de plástico, produz apenas 6% do petróleo que consome[carece de fontes?]. Em 2011 comercial italiano era de 71,87 bilhões de dólares.
O turismo e o dinheiro gasto pelos turistas (na ordem dos bilhões de dólares ) no país balanceia positivamente esta balança comercial. Contando-se o turismo e somente o dinheiro gasto pelos turistas (aproximadamente 50 bilhões de dólares, ou 2,7% do PIB italiano), o superávit da balança comercial da Itália é de mais de 48 bilhões de dólares.

## Estrutura econômica

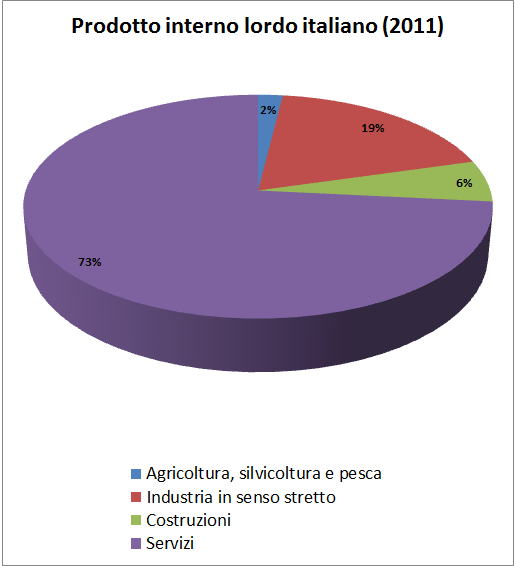
Produto interno bruto italiano em 2011, subdividido entre as principais atividades macro-econômicas de acordo com a Eurostat.

A tabela que segue, é uma indicação da estrutura econômica do país, mostrando a subdivisão do PIB a preços correntes do mercado em 2011, expresso em milhões de euros, entre as principais atividades econômicas:
| Atividade econômica                                    | Valor do produto (milhões de €) | Quota |
| ------------------------------------------------------ | ------------------------------- | ----- |
| Agricultura, silvicultura e pesca                      | 27 637                          | 2,0%  |
| Indústria em estrito senso                             | 263 598                         | 18,6% |
| Construções                                            | 84 708                          | 6,0%  |
| Comércio, transporte, setor hoteleiro e da restauração | 292 704                         | 20,7% |
| Comunicações                                           | 61 115                          | 4,3%  |
| Setor financeiro e seguros                             | 76 276                          | 5,4%  |
| Setor imobiliário                                      | 195 406                         | 13,8% |
| Serviços profissionais                                 | 121 099                         | 8,6%  |
| Serviços públicos, defesa, saúde e sociais             | 240 632                         | 17,0% |
| Outros serviços                                        | 51 256                          | 3,6%  |
| Valor total agregado em moeda corrente                 | 1 414 431                       |       |